# Strefa przybrzeżna

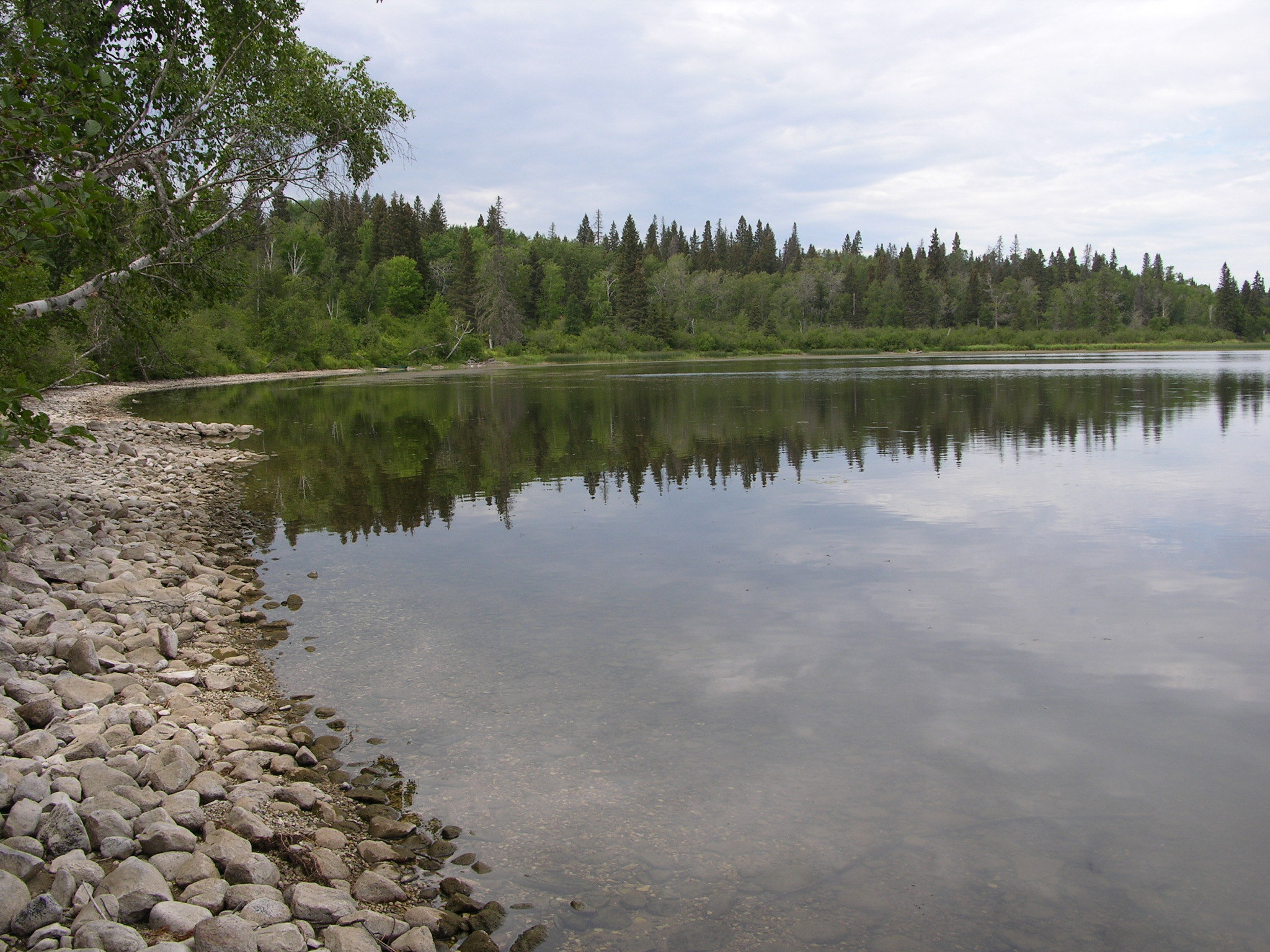
Linia brzegowa oraz strefa litoralna jeziora

Strefa przybrzeżna, litoral (od łac. litus „brzeg”), strefa litoralna – strefa zbiornika wodnego przylegająca do brzegu, lądu. Charakteryzuje się najlepszymi warunkami życia w wodach (dużo światła, tlenu, mniejsze zasolenie, urozmaicona rzeźba dna). Najbardziej podatna jest na niestałość czynników środowiskowych, przede wszystkim na dobową i sezonową zmienność oświetlenia i temperatury, zlodzenie, w tej strefie powstaje największa ilość materii organicznej i zalega największa ilość detrytusu, przez co podlega największym wahaniom stężenia tlenu. 
W litoralu, czyli strefie przybrzeżnej można wyróżnić cztery podstrefy: strefę roślinności bagiennej, strefę roślin wynurzonych (np. trzciny), strefę roślin o liściach pływających (np.: grzybieni białych, grążela żółtego) oraz strefę roślin zanurzonych (np.: rdestnicy, moczarki).

Formy ukształtowania dna oceanicznego

W morzach i oceanach strefa ta obejmuje wody nad szelfem. Płytsza część podlega bezpośrednim wpływom lądu, dopływowi wody i substancji przez nią niesionych po deszczach oraz okresowemu opadowi liści z drzew i krzewów. Fauna tu żyjąca cechuje się największym bogactwem gatunkowym spośród wszystkich środowisk życia w wodach. Występują tam organizmy bierne unoszone przez wodę, czyli fitoplankton i zooplankton, aktywnie się poruszające, czyli nekton (ryby, ssaki wodne, głowonogi) oraz zwierzęta żyjące na dnie – bentos, których skład gatunkowy zmienia się wraz z głębokością. Litoral jest też miejscem, gdzie ryby odbywają tarło i gdzie żyje narybek.
Litoral jest w zasadzie jedyną strefą jeziora, w której występują rośliny zakorzenione. Często tworzą one szuwar wysoki. Do roślin i glonów żyjących w tej strefie należą:
- makrofity,
- brunatnice (nie występują w jeziorach, jedynie w oceanach),
- zielenice,
- krasnorosty (nie występują w jeziorach, jedynie w oceanach),
- glony peryfitonowe.

W obrębie litoralu można wyróżnić pięć następujących stref:
- epilitoral – najbardziej zewnętrzna, całkowicie odwodniona,
- supralitoral – strefa opryskowa,
- eulitoral – właściwa strefa brzegowa, strefa w zakresie wahań poziomu wody w zbiorniku, bardzo bogata w rozkładające się szczątki organiczne, o bujnym rozwoju zespołów zwierzęcych, bardzo specyficznych- typowych dla tego rozdzaju środowisk (obfitują tu larwy kilku rodzin muchówek, pareczniki, skoczogonki, pijawki, ślimaki, pająki, skorupiaki.
- infralitoral – podwodna strefa w zasięgu występowania roślinności,
- sublitoral – najgłębsza strefa, niezarośnięta roślinnością wodną.

Litoral graniczy z otwartą tonią wodną (pelagial), a w środowisku oceanicznym także ze strefą głębinową – batialem, natomiast w jeziorze z profundalem.
Przedstawicielami świata zwierząt strefy litoralnej są:
- ryby,
- jamochłony,
- obleńce,
- pierścienice,
- szkarłupnie,
- mszywioły,
- mięczaki, w tym ślimaki i małże,
- skorupiaki,
- gąbki,
- ramienionogi,
- owady wodne (w jeziorach),

W morzach o średnich temperaturach powyżej 18 °C mogą występować rafy.